# خاندان شینا

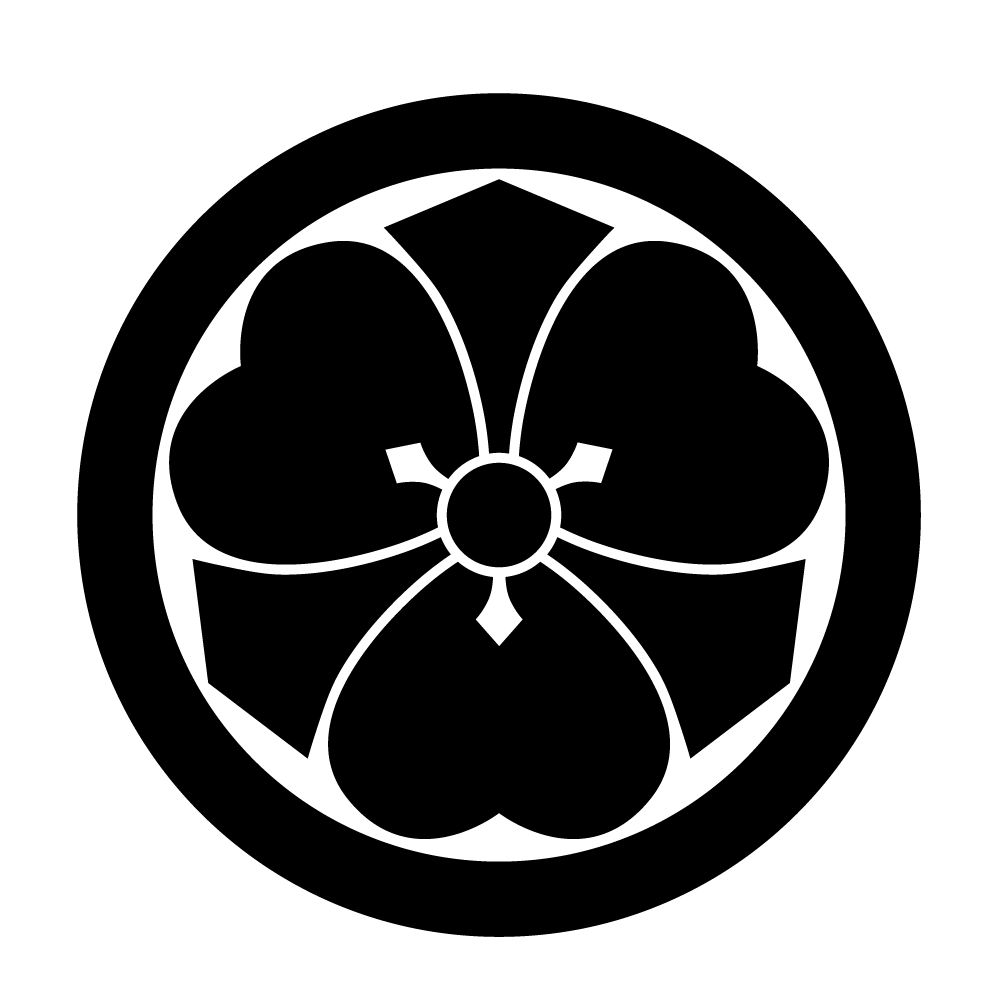
علامت خانوادگی خاندان مون

خاندان شینا (به ژاپنی: 椎名氏)، یکی از خاندان‌های سامورایی در ولایت شیموسا، ژاپن بود.